# La Queuleuleu
Pour les articles homonymes, voir Leu.
Ne pas confondre avec À la queue leu leu, chanson quasi homonyme de Carlos, sortie en 1974
Singles de André Bézu
Le Tortillard
(1989)
La Queuleuleu (parfois appelée À la queuleuleu) est une chanson interprétée par André Bézu, sortie en 1987. D'abord utilisée comme générique de l'émission télévisée humoristique La Classe, diffusée sur FR3, cette chanson est devenue un classique des bals populaires et des fêtes de villages.

## Origines
En 1987, Guy Lux propose une nouvelle émission pour remplacer Les Jeux de 20 heures sur FR3. Il s'agit de La Classe, émission de divertissement où divers humoristes, débutants et confirmés, enchaînent les sketches. Guy Lux se charge de composer un générique pour son émission, La Queuleuleu. Il demande à l'un des humoristes de La Classe de l'interpréter : André Bézu.

## Sortie 45 tours
Devant le succès du générique et de l'émission, Guy Lux décide de le sortir au format 45 tours. Le format retenu a une durée de 4 min 9 s, et sort chez Carrère. Crédité au nom collectif de « Bézu et La Classe », le simple entre au Top 50 le 6 février 1988, à la 49e place. Il se hisse à la cinquième place le 2 avril, atteignant ainsi son meilleur classement, qu'il occupe pendant trois semaines. La Queuleuleu reste au total vingt-deux semaines dans le Top 50, qu'elle quitte le 9 juillet 1988. Ceci en fait le 21e titre de l'année 1988.
Le simple a reçu un disque d'or de la part du SNEP pour avoir officiellement dépassé la barre des 500 000 ventes ; toutefois, il ne s'en serait écoulé que 306 000 exemplaires.

## Postérité et reprises
La Queuleuleu est restée un monument de la chanson française, pour ce qui est de celles jouées dans les « bals populaires » comme cités dans le texte. Elle est restée associée à son interprète, à tel point qu'elle fut interprétée lors des obsèques de Bézu, en 2007. Bertrand Dicale la propose parmi sa sélection pour la journée mondiale du bonheur organisée par l'ONU, lors d'une chronique radiophonique de mars 2015.
La chanson est reprise, entre autres, par Les Musclés en 1996, La Bande à Basile en 2000, et par Philippe Katerine et Francis et ses peintres sur l'album 52 reprises dans l'espace sorti en 2011.